# التحالف 90
التحالف 90 (بالألمانية: Bündnis 90)‏ كان تحالفًا سياسيًا لثلاث مجموعات سياسية غير شيوعية في جمهورية ألمانيا الشرقية . تم تشكيلها في فبراير عام 1990 من قبل حركة المنتدى الديمقراطية الجديد الآن و جماعة مبادرة دعم السلام وحقوق الإنسان. حصل الحزب على 2.9 ٪ من الأصوات في انتخابات فولكسكامر عام 1990. في أول انتخابات فيدرالية لعموم ألمانيا شكل الحزب قائمة مشتركة مع حزب الخضر في جمهورية ألمانيا الشرقية . ثم اندمج هذا التحالف مع حزب الخضر في ألمانيا الغربية في عام 1993 لتشكيل تحالف 90 / الخضر .

## تاريخ
في 7 فبراير 1990 ، وافق حركة المنتدى الديمقراطي الجديد الان ومبادرة السلام وحقوق الإنسان على إنشاء تحالف الشراكة الإستراتيجية 90 (Bündnis 90) الانتخابات العامة لألمانيا الشرقية 1990. في الانتخابات الحرة التالية والأخيرة لجمهورية ألمانيا الشرقية السابقة. حصل التحالف 90 على 2.9٪ من الأصوات وبالتالي حصل على 12 مقعدًا. وتعتبر هذه كانت أفضل نتيجة لتحالف 90 في دائرة برلين بنسبة 6.3٪. وتراوحت النتائج في الدوائر الانتخابية المتبقية من 1.6٪ في نويبراندنبورغ إلى 3.8٪ في بوتسدام . إلى جانب الأعضاء الثمانية المنتخبين من " حزب الخضر في جمهورية ألمانيا الديمقراطية " أنشأوا فصيل "التحالف" 90 / حزب الخضر ( Fraktion Bündnis 90 / Grüne ).
1. ↑  وصلة مرجع: https://dserver.bundestag.de/btd/12/044/1204475.pdf. الصفحة: 33. DIP ID: 140951.
2. ↑  وصلة مرجع: https://dserver.bundestag.de/btd/12/061/1206140.pdf. الصفحة: 15. DIP ID: 142203.